# تيتو لارا
تيتو لارا (بالإنجليزية: Tito Lara)‏ هو مغني أمريكي، ولد في 23 ديسمبر 1932 في ريو بيدراس ‏ في بورتوريكو، وتوفي في 23 يونيو 1987 في هيوستن في الولايات المتحدة بسبب نوبة قلبية.

## روابط خارجية
- تيتو لارا على موقع IMDb (الإنجليزية)
- تيتو لارا على موقع أول ميوزيك (الإنجليزية)